# Tom Poes en de watergeest
Tom Poes en de watergeest (in boekuitgaven/spraakgebruik verkort tot De watergeest) is het 25ste verhaal uit de Bommelsaga, geschreven en getekend door Marten Toonder. Het verhaal verscheen voor het eerst op 26 april 1947 en liep tot 20 juni van dat jaar. Het thema is chantage met een bizar angstmodel.
In dit verhaal debuteren twee nieuwe vaste nevenpersonages: burgemeester Dickerdack en de markies de Canteclaer.

## Samenvatting
Heer Bommel en Tom Poes zijn aan het vissen, als de heer Kwakernat hen waarschuwt voor de watergeest. Kort daarna krijgen diverse bekende lieden een dreigbrief van die watergeest: hij eist 10.000 florijnen en een visverbod. Steeds gaat de bedreigde er niet op in, en verdwijnt dan. Er wordt wel een kikker aangetroffen, zodat het lijkt alsof ze betoverd zijn. De watergeest zelf ziet er ook uit als een kikker, maar dan een heel grote. 
Tom Poes vermoedt intussen dat de watergeest heer Kwakernat in vermomming is. De booswicht bekent daarop dat hij in totaal vier Rommeldammers heeft opgesloten. Brigadier Snuf valt binnen en slaat persoonlijk heer Kwakernat in de boeien, waarop laatstgenoemde vraagt hoe de politie weet dat hij de watergeest is. Daarmee heeft hij zichzelf dus verraden.